# Mills mess

Mills Mess med tre bollar

Mills mess är ett jongleringsmönster. Det som mest fängslar åskådaren med tricket är att jonglören omväxlande korsar den ena armen över den andra under jongleringens gång. Dessutom ser bollarna ut att följa efter varandra i en ringlande rörelse. Standardversionen är för tre bollar, men utförs även med fler bollar. Varje boll ökar dock svårighetsgraden mångfalt och det finns inget dokumenterat exempel på Mills mess jonglerad med sju bollar. Käglor eller andra objekt är också ett alternativ.